# Uncomplicated Firewall
Uncomplicated Firewall (UFW) est un programme informatique pour gérer un pare-feu netfilter,.
UFW utilise une interface en ligne de commande avec des commandes simples pour configurer iptables. UFW est disponible par défaut dans toutes les installations Ubuntu post version 8.04 LTS.